# Pancerzyn
Pancerzyn (deutsch Panzerei) ist ein Ort in der polnischen Woiwodschaft Ermland-Masuren. Er gehört zur Gmina Ostróda (Landgemeinde Osterode in Ostpreußen) im Powiat Ostródzki (Kreis Osterode in Ostpreußen).

## Geographische Lage
Pancerzyn liegt im Westen der Woiwodschaft Ermland-Masuren, zwölf Kilometer südöstlich der Kreisstadt Ostróda (deutsch Osterode in Ostpreußen).

## Geschichte
Im Jahre 1328 wurde Panzerei erstmals erwähnt: als Rittergut in der Komturei Osterode. 1519 wurde berichtet, dass dem Bartholomäus Geyerswald, genannt Pantzer, sein Gut Panzerei wegen eines Vergehens weggenommen wurde. Danach lag es lange wüst, bis es wieder mit neuem Leben erweckt wurde.
Im Jahre 1874 kam der Gutsbezirk Panzerei zum Amtsbezirk Döhringen (polnisch Durąg) im Kreis Osterode in Ostpreußen. Die Einwohnerzahl des Dorfs belief sich im Jahre 1910 auf 91.
Anfang des 20. Jahrhunderts wurde das Gut aufgesiedelt. Am 30. September 1928 ging der Gutsbezirk Panzerei seiner Eigenständigkeit verlustig, als er in die Landgemeinde Döhringen eingegliedert wurde.
Mit der Überstellung des südlichen Ostpreußen an Polen 1945 in Kriegsfolge erhielt Panzerei die polnische Namensform „Pancerzyn“. Heute ist der kleine Ort in die Landgemeinde Ostróda (Osterode in Ostpreußen) im Powiat Ostródzki (Kreis Osterode in Ostpreußen) eingegliedert, bis 1998 der Woiwodschaft Olsztyn, seither der Woiwodschaft Ermland-Masuren mit Sitz in Olsztyn (Allenstein) zugehörig. Der Landschaftspark des Guts Panzerei ist noch heute einigermaßen gut erhalten, ebenso das Gutshaus, das aus der zweiten Hälfte des 19. Jahrhunderts stammt.

## Kirche
Bis 1945 war Panzerei in die evangelische Kirche Döhringen in der Kirchenprovinz Ostpreußen der Kirche der Altpreußischen Union, außerdem in die römisch-katholische Kirche Osterode i. Ostpr. eingepfarrt.
Heute gehört Pancerzyn evangelischerseits zur Dreifaltigkeitskirche Kraplewo bzw. zur Kirche Ostróda der Evangelisch-Augsburgischen Kirche, katholischerseits zur Kirche Durąg im Erzbistum Ermland.

## Verkehr
Pancerzyn ist von der Kreisstraße (polnisch Droga powiatowa) 1243N von Durąg aus über eine Nebenstraße auf direktem Wege zu erreichen. Eine Bahnanbindung besteht nicht.